# Avon Valley Country Park
Le parc national d’Avon Valley (Avon Valley Country Park) est un parc d’une superficie de 20 hectares (50 acres) à Keynsham, dans le Somerset, en Angleterre.
Le parc, qui se situe à côté de la rivière Avon, propose des promenades champêtres, un lac destiné à la plaisance, des aires de jeux pour enfants, un petit zoo et un chemin de fer miniature.
Le site était une pâture au XVe siècle et devint plus tard une ferme. En 1976, il fut acheté pour devenir une ferme où vous cueillez vous-même vos fruits et par la suite devint un parc national.

## Chemin de fer miniature
Dans le parc se trouve la ligne Strawberry, d’une longueur de 1,21 km (0,75 mile) et d’un gabarit de 127 mm (5 po). C’est l’unique chemin de fer commercial de ce gabarit en Grande-Bretagne. Il a ouvert en 1999 et dispose désormais d'une locomotive à vapeur et de 10 à moteurs diesel.